# Grube Ypsilanta
Die Grube Ypsilanta ist ein stillgelegtes Eisenerzbergwerk im Schelderwald bei der Ortschaft Oberscheld nordöstlich von Dillenburg. Als Geopunkt ist sie Bestandteil des Nationalen Geoparks Westerwald-Lahn-Taunus.

## Geschichte
Das Grubenfeld Ypsilanta wurde 1839 an Ludwig Seibel aus Oberscheld auf Eisenerz verliehen und gelangte später in den Besitz der „Gewerkschaft des Schelder Eisenwerkes“. Am 31. März 1873 wurde die Grube auf die Firma J. C. Grün eingetragen. Der Betrieb wurde aber schon 1874 und 1887 wegen Absatzschwierigkeiten und Problemen mit eindringendem Wasser eingestellt. Im Jahre 1904 begann das Abteufen eines neuen Maschinenschachtes. Ein Jahr später wurden Maschinen- und Kesselhaus errichtet und die Fördermaschine installiert. Im Juli 1906 war der Schacht 146 m tief. Zum Entwässern der Grube diente eine Dampfpumpe mit einer Leistung von 1000 l pro Minute. 1908 arbeiteten 64 Arbeiter in der Grube.
1909 führten niedrige Erzpreise und Absatzmangel erneut zur Schließung. Die Belegschaft wurde auf die Gruben Sahlgrund, Carolina und Wilhelmine verteilt. Die Grube Ypsilanta wurde 1934 endgültig geschlossen.

## Heutige Nutzung
Die Grube Ypsilanta ist heute ein Besucherstollen. Sie wird zudem von der Stadt Dillenburg als Grundwasserbrunnen genutzt.